# Rolf Trauernicht
Rolf Trauernicht (* 23. Juli 1924 in Großefehn; † 16. Juli 2017 im Landkreis Aurich) war ein deutscher Unternehmer. Der geborene Ostfriese war einer der Initiatoren des Modellprojektes „Lückenschluss“ bei der A 31 und dabei auch Sponsor. Trauernicht ist Ehrenbürger der Gemeinde Großefehn.

## Leben
Rolf „Tullum“ Trauernicht wurde als Ältester von zwölf Kindern des Binnenschiffers Focke Trauernicht geboren. Nach dem Besuch der Volksschule von 1930 bis 1938 war er zwei Jahre auf dem Binnenschiff seines Vaters tätig. Den Krieg erlebte er ab 1941 als Matrose auf einem Flugsicherungsboot der Luftwaffe, auf See und Funker bei der Marine. Ab Juli 1945 wurde er selbständiger Binnenschiffer und gründete im Mai 1949 die Baustoffhandlung TRAUCO. Als mittelständischer Unternehmer entschloss sich Trauernicht, den Bau von Straßen voranzutreiben.
Um den Straßenbau im Nachkriegs-Ostfriesland durchzusetzen, wurde er kommunalpolitisch aktiv. Von 1952 bis 1976 war er im Kreistag des Landkreises Aurich – zeitweilig als stellvertretender Landrat und Fraktionsvorsitzender der CDU – vertreten. Während dieser Zeit war er auch als Mitglied des Gemeinderates Großefehn und dort im Verwaltungsrat tätig. Seit 1999 ist er der bisher einzige Ehrenbürger seiner Heimatgemeinde. 1977 wurde er mit dem Niedersächsischen Verdienstorden 1. Klasse ausgezeichnet.
Im Jahre 2002 verlieh ihm die Ostfriesischen Landschaft die „Ubbo-Emmius-Medaille“ für besondere Verdienste um Ostfriesland.
Aus der von ihm im Mai 1949 gegründeten Baustoffhandlung TRAUCO entwickelte sich eine Unternehmensgruppe mit in der Spitze im Jahre 1994 1450 Mitarbeitern in 24 Baustoffhandlungen, einem Fertigungsunternehmen für Industriearmaturen aus Edelstahl, das weltweit agierte, und war unter anderem Gründer und Gesellschafter des Transportbeton-Unternehmens VETRA. In den 1970er Jahren war er eine der treibenden Kräfte hinter der Gründung der Nowebau, eines Zusammenschlusses mittelständischer Baustoffhändler.
In der Industrie- und Handelskammer für Ostfriesland und Papenburg war er Vizepräsident und seit 1999 Ehrenmitglied.
Trauernicht wurde durch mehrere Themen und die Gründung mehrerer Fördervereine bzw. Interessengruppen einer breiten ostfriesischen Öffentlichkeit bekannt. Er gilt als einer der geistigen Väter des Lückenschlusses der A 31, zu dem er eine Spendensammlung initiierte. Er gehörte stets zu denjenigen, die Bänder bei neueröffneten Abschnitten durchschnitten. Eine weitere Spendenaktion ließ er der ersten Planung der A 22 (heute A 20) angedeihen. Zudem war er Verfechter einer transeuropäischen Ost-West-Trasse des Transrapid von Moskau nach Madrid mit Station in Ostfriesland – hier allerdings ohne Erfolg. Er verfolgte und betrieb die Idee eines Landkreises bzw. Regionalrats Ostfriesland, der sich schließlich im Jahre 2010 gründete. Er engagierte sich in einem Verein für den Bau einer autobahnähnlichen Anbindung der Stadt Aurich über die Bundesstraße 210 zur A 31.
Seit 1947 war er mit Ehefrau Betty verheiratet. Das Ehepaar hat vier Kinder.
Trauernicht wurde statt mit seinem Vornamen Rolf fast nur mit dem Spitznamen Tullum angeredet. Daher wurde 2018 nach seinem Tode in seiner Heimatgemeinde Großefehn die Straße, an der seine Wohnung und Großhandlung liegen, in Tullumstraße umbenannt.